# Gueuzerie Hanssens
Pour les articles homonymes, voir Hanssens.
 (mars 2021).
Si vous disposez d'ouvrages ou d'articles de référence ou si vous connaissez des sites web de qualité traitant du thème abordé ici, merci de compléter l'article en donnant les références utiles à sa vérifiabilité et en les liant à la section « Notes et références ».
La Gueuzerie Hanssens (en néerlandais : Geuzestekerij Hanssens Artisanaal) est une entreprise de Belgique ne brassant pas mais travaillant en qualité d'assembleur de lambic.

## Historique
Créée en 1871 par Bartholomeus Hanssens à Tourneppe, la brasserie brasse ses lambics jusqu'à la Première Guerre mondiale, où le matériel de brassage est confisqué. Loin d'abandonner son activité, il devient assembleur ou coupeur (blender en anglais à l'instar des assembleurs de whiskey).
Depuis 1997 Sidy Hanssens (arrière-petite-fille de Bartholomeus) et son mari John Matthijs continuent la production. Trente-cinq pour cent de leur bières est vendue à l'étranger. Entre 2005 et 2015, ils achètent environ quatre-vingts tonneaux en bois bulgares. Après l'été caniculaire de 2019, ils investissent massivement dans leur infrastructure afin de maîtriser la température dans la salle des fûts,,.
Hanssens est membre du Haut conseil pour lambiques artisanales (HORAL).

## Assembleur, pas brasseur
La production de lambic est confinée à une dizaine de brasseurs, uniquement en région bruxelloise. Hanssens travaille donc sur deux aspects à partir des lambics acheté à ses collègues: d'une part sur la maturation (vieillissement) des lambics, d'autre part sur les assemblages de lambic. Ces deux aspects sont potentiellement complémentaires.
Reste une dernière activité, qui est l'ajout de fruits, qui peut se réaliser soit à partir d'un lambic pur et de fruits, soit à partir d'une gueuze et de fruits.